# Гитио
Гитио, некада Гитион (грч. Γύθειο Gytheio) градић је у Грчкој, у области Пелопонеза. Гитио припада округу Лаконија у оквиру периферије Пелопонез. 

## Положај
Гитио се налази у крајње јужном делу Пелопонеза, на 43 километара удаљености јужно од Спарте, седишта округа. Од главног града Атине Гитио је удаљен 260 километара југозападно.
Градић се сместио на западној обали Лаконског залива, дела Средоземног мора. Историјски гледао, град је највеће насеље кршевитог полуоствва Мани, које је одувек било симбол грчког бунтовништва. Гитио се образовао на месту где истоимена река утиче на море, па приступ мору чини повољним, за разлику опд већег дела полустрва. Западно од града се стрмо уздижу планине Манија.

## Историја
Гитио је вековима био главна лука Манија и Лаконије. Данас је град више познат као туристичко насеље са добро очуваним старим језгром.

## Становништво
Традиционално становништво Гитија су Грци. У последња три пописа кретање становништва било је следеће:
| 1981. | 1991. | 2001. |
| ----- | ----- | ----- |
| 4.354 | 4.259 | 4.489 |

| 1981. | 1991. | 2001. |
| ----- | ----- | ----- |
| -     | 4,125 | 7,926 |

## Галерија слика
- Градска црква
- Типична улица Гитија
- Острво Гитио
- Градски кеј